# MI6
51°29′13.9″ пн. ш. 0°7′26.6″ зх. д. / 51.487194° пн. ш. 0.124056° зх. д.
Таємна розвідувальна служба (англ. Secret Intelligence Service (SIS)) , більш відома як MI6 (Військова розвідка, Секція 6), є службою зовнішньої розвідки Сполученого Королівства, основним завданням якої є таємний збір та аналіз розвідувальної інформації про іноземних громадян за кордоном на підтримку своїх партнерів по програмі Five Eyes. SIS є одним з британських розвідувальних агентств, а керівник Таємної розвідувальної служби ("С") безпосередньо підзвітний секретарю закордонних справ.
Сформована в 1909 році як іноземний відділ Бюро Секретної служби, вона значно зросла під час Першої світової війни, офіційно прийнявши свою нинішню назву близько 1920 року. Назва "МІ6" виникла як зручний ярлик під час Другої світової війни, коли SIS була відома під багатьма іменами. Вона широко використовується і сьогодні. Існування ТРС (Таємної Розвідувальної служби) не було офіційно визнано до 1994 року. Того ж року до парламенту був внесений Закон про розвідувальні служби 1994 року (ISA), який вперше поставив організацію на законодавчу основу. Він забезпечує правову основу для її діяльності. Сьогодні ТРС підлягає громадському контролю з боку Трибуналу з питань слідчих повноважень і Комітету з питань розвідки та безпеки Парламенту.
Пріоритетними завданнями ТРС є боротьба з тероризмом, протидія розповсюдженню зброї масового знищення, надання розвідувальних даних на підтримку кібербезпеки, а також підтримка стабільності за кордоном з метою припинення тероризму та іншої злочинної діяльності. На відміну від своїх головних сестринських агентств, Служби безпеки (MI5) та Центру урядового зв'язку (GCHQ), ТРС займається виключно збором зовнішньої розвідки; ISA дозволяє їй проводити операції лише проти осіб за межами Британських островів. Деякі дії ТРС з 2000-х років викликали значні суперечки, як, наприклад, її ймовірна причетність до застосування посилених методів допиту та екстрадиції.
З 1994 року штаб-квартира ТРС знаходиться в будівлі SIS в Лондоні, на південному березі Темзи.

## Історія та розвиток

### Заснування
1909 року заснували Secret Service Bureau (попередник SIS). Це була спільна ініціатива Британського Адміралтейства і військового міністерства (War Office) задля контролю над проведенням таємних операцій у Великій Британії та за кордоном, зокрема, зосередження на діяльності уряду Німеччини. Бюро було розділено на військово-морський та сухопутний підрозділи, які спеціалізувалися на іноземному шпигунстві і контррозвідці відповідно. Цю спеціалізацію запровадило Адміралтейство, щоб вивідати морську потужність німецького флоту. Ця спеціалізація існувала до 1914 року.
Коли почалася Перша світова війна, дві секції зазнали адміністративних змін — іноземну розвідку перейменували на Directorate of Military Intelligence Section 6 (MI6). Її першим керівником був капітан сер Джордж Менсфілд Сміт-Каммінг (George Mansfield Smith-Cumming), який часто називався Сміт у повсякденній комунікації. Кореспонденцію він зазвичай підписував однією літерою C зеленим чорнилом. Таку манеру підпису згодом перейняли і всі наступні керівники SIS з метою збереження анонімності.

### Перша світова війна
Ефективність роботи SIS під час Першої світової війни була невисокою, оскільки та не змогла створити мережу в Німеччині. Більшість її результатів була наслідком військової та комерційної розвідки в нейтральних країнах, окупованих територіях та Росії.

### Міжвоєнний період

#### 1920—1930-ті роки
Після закінчення Першої світової війни Таємна служба розвідки та виведені з його складу управління дешифрувальної служби, агентурної розвідки та безпеки зазнали серйозного зниження бюджетного фінансування та скорочення чисельності особового складу, у значній частині вимушеного перейти до приватного та банківського сектору.
У зв'язку з підпорядкуванням управління розвідки Міністерству закордонних справ було вжито заходів щодо надання резидентурному апарату статусу у складі посольств у незалежних державах та у складі установ колоніальної адміністрації в Азії та Африці. 1919 року надійшов дозвіл Міністерства закордонних справ про надання співробітникам розвідки статусу «консульських співробітників паспортної служби» (Passport Control Officer) із дипломатичним імунітетом.
1923 року після смерті капітана 1-го рангу Менсфілда Сміт-Каммінґа з посади начальника РУ ВМС на посаду начальника служби зовнішньополітичної розвідки був переведений адмірал Х. Сінклер. Під його керівництвом почалося розширення апарату зовнішньополітичної розвідки, що включало створення нових управлінь:
- 5-го (зовнішньої контррозвідки) із завданнями отримання інформації щодо структури іноземних розвідслужб, яке працювало в контакті зі Службою безпеки МВС
- 7-го (економічної розвідки) із завданнями отримання інформації у сфері світової торгівлі та фінансів, а також економічної безпеки колоній
- 8-го (оперативного радіозв'язку) із завданнями організації мереж секретного зарубіжного радіозв'язку
- 9-го (антикомінтернівського) із завданнями протидії Комінтерну в Європі та метрополії
- «C» (розвідінформації), із завданнями розсилки відомостей із урядових установ, що пройшли оцінку (у тому числі до Міністерства та Генштабу Сухопутних військ та Головного штабу ВМС)
- «D» (спецоперацій) із завданням, як організації диверсійних операцій за кордоном, так і цивільної оборони на випадок вторгнення в метрополію. Це управління було першим місцем служби колишніх журналістів-міжнародників К. Філбі («Таймс») та Г. Берджесса («Бі-бі-сі»).
- «N» (перлюстрації дипломатичної пошти)
- «Z» (нелегальної розвідки) із завданнями організації розвідки з будь-яких позицій, не пов'язаних із офіційними закордонними представництвами Великої Британії

#### Управління нелегальної розвідки «Z»
Резидент SIS у Римі в 1930-х роках підполковник К. Денсі зазначив, що на час його вступу на посаду, прикриття офіцерів розвідки в посольстві, як «співробітників паспортної служби», було здебільшого розкрито противником, і його посада резидента не викликала сумнівів у італійської контррозвідки. Крім цього, у резидентурах політичної розвідки працювало багато професіоналів Генштабу Сухопутних військ, які були компетентними розвідниками-аналітиками, але не завжди надійно володіли методами підпільної роботи за кордоном.
Після повернення з Італії та призначення на посаду заступника начальника служби підполковник Денсі запропонував керівництву в роботі наголошувати на використанні не посольських, а ділових зв'язків у світі бізнесу, які не піддавалися такій пильній увазі контррозвідки, у тому числі привертаючи для роботи та бізнесменів, які мали дружнє громадянство США, а не підданство Великої Британії. На пропозицію Денсі в SIS було організовано управління нелегальної розвідки «Z», яке використовувало в роботі за кордоном прикриття як міжнародних торгових фірм, так і індивідуальних підприємців та фінансистів. До 1936 особовий та агентурний склад управління «Z» налічував до 200 чол. Серед співробітників управління «Z» був, наприклад, британський режисер угорського походження А. Корда, чия міжнародна кіностудія «Лондон Філмз» нерідко використовувалася як неофіційне прикриття співробітників розвідки.

#### Зміна керівництва SIS
Адмірал Х'ю Сінклер помер після тривалої хвороби перед війною, і 1939 року на посаді начальника зовнішньополітичної розвідки його змінив його багаторічний заступник, підполковник Генштабу Сухопутних військ Стюарт Мензіс.

#### Захоплення резидентури SIS у Нідерландах
Найважливішими європейськими розвідцентрами SIS були резидентури в Гаазі та Брюсселі, які були основними зв'язковими пунктами між іншими європейськими точками та лондонським центром. Резидентура в Гаазі мала двох старших офіцерів, один з яких, будучи співробітником управління «Z» без дипломатичного прикриття, мав зв'язки в урядових колах та королівській родині Нідерландів, а старший офіцер посольської резидентури забезпечував зв'язок європейських точок із Центром. Намагаючись знайти підхід до резидентури SIS на найближчій до Німеччини нейтральній території, у вересні 1939 р. відділ контррозвідки служби безпеки СС під керівництвом майора В. Шелленберга, нібито з метою уникнення всеєвропейської війни, вніс пропозицію про початок переговорів на тему усунення А. Гітлера мирним насильницьким шляхом, припинення вторгнення в Польщу і підтримка сформованого режиму союзниками.
Із початку переговорів метою контррозвідників СС було захоплення британських розвідників у зоні германо-голландської кордону, для чого не було можливості, оскільки співробітники резидентури з'являлися у прикордонній зоні лише у супроводі співробітників розвідки та поліції Нідерландів. Через місяць після початку переговорів обох співробітників гаазької резидентури та співробітника 3-го управління Генштабу Нідерландів на одній із зустрічей у прикордонному м. Венло захопила група спецназу СС і вивезла на територію Німеччини. Важко поранений співробітник 3-го управління Генштабу Нідерландів помер у шпиталі на німецькій території у Дюссельдорфі.
Співробітників гаазької резидентури SIS засудив німецький військовий суд за шпигунство з відбуванням терміну в концентраційному таборі, звідки їх звільнили лише з прибуттям союзників у 1945 р. Таким чином, одна з головних європейських резидентур SIS була повністю паралізована у Європі. Важливим моментом під час першої фази війни було те, що гітлерівська Німеччина отримала формальний привід для окупації території нейтрального Нідерландського королівства у зв'язку з тим, що у ній активно працюють спецслужби Великої Британії.